# Šarlota Lotrinská
Princezna Anna Šarlota de Lorraine-Brionne (11. listopadu 1755 – 24. května 1786 Paříž) byla aristokratka, na francouzském dvoře oslovována jako Mademoiselle de Brionne. V letech 1782 až 1786 byla také vládnoucí abatyše z císařského Remiremontského opatství ve Francii.

## Mládí
Narodila se do kadetské větve mocného rodu Lotrinských jako druhá dcera a třetí dítě Ludvíka Lotrinského, knížete z Lambescu, hraběte z Brionne a jeho třetí manželky, princezny Julie Konstancie Rohansko-Rochefortské (1734–1815).

## Vláda
V roce 1775 byla zvolena koadjutorkou a v roce 1782 se stala princeznou-abatyší z Remiremontu. Poprvé opatství navštívila v roce 1784 a poté ho navštěvovala jen zřídka.